# Titularbistum Rhandus
Rhandus (italienisch Rando) ist ein Titularbistum der römisch-katholischen Kirche.
Es geht zurück auf einen früheren Bischofssitz in der römischen Provinz Mesopotamia. Der Bischofssitz war der Kirchenprovinz Dara-Anastasiupolis zugeordnet.
| Titularbischöfe von Rhandus |                          |                                            |                  |                  |
| Nr.                         | Name                     | Amt                                        | von              | bis              |
| 1                           | Juan Niccolai OFM        | Koadjutorbischof von Tarija (Bolivien)     | 20. Februar 1944 | 16. August 1947  |
| 2                           | António Ferreira Gomes   | Koadjutorbischof von Portalegre (Portugal) | 15. Januar 1948  | 6. Juli 1949     |
| 3                           | Wilhelm Weskamm          | Weihbischof in Paderborn (Deutschland)     | 12. Oktober 1949 | 4. Juni 1951     |
| 4                           | Paul-Léon-Jean Chevalier | Weihbischof in Le Mans (Frankreich)        | 21. August 1951  | 4. Mai 1959      |
| 5                           | Jan Wawrzyniec Kulik     | Weihbischof in Łódź (Polen)                | 15. Juli 1959    | 27. Oktober 1995 |